# Język bobongko
Język bobongko – język austronezyjski używany przez grupę ludności w prowincji Celebes Środkowy w Indonezji. Według danych z 2001 roku posługuje się nim 1500 osób. 
Jego użytkownicy zamieszkują grupę wysp Togian, zwłaszcza wsie Lembanato, Matobiai i Tirpo w północnej części wyspy Togian (rejon zatoki Kilat), a także wieś Patoyan na wyspie Batu Daka.
Jest blisko spokrewniony z językiem saluan. W indonezyjskiej publikacji Peta Bahasa został uznany za dialekt saluan. Bobongko wykazuje silne wpływy słownikowe języka gorontalo. Inne źródła zapożyczeń (pośrednich lub bezpośrednich) to odmiany malajskiego (w tym malajski miasta Manado), pamona, jawajski, a także języki europejskie (niderlandzki, portugalski i angielski). W najnowszych czasach zaznaczyły się wpływy słownictwa indonezyjskiego.
W pracach z II poł. XIX w. zakładano, że nazwy „bobongko” i „togian” odnoszą się do tego samego języka. N. Adriani (1900) stwierdził, że togian (większościowy język wysp) to w istocie odmiana języka pamona (wariant dialektu ampana), a bobongko uznał za odrębny język, blisko spokrewniony z saluan. W pracach z lat 70. i 80. XX w. bobongko został mylnie utożsamiony z językiem andio z Celebesu, który również bywa określany mianem bobongko. O ile wśród użytkowników języka andio nazwa „bobongko” ma negatywne konotacje, to na wyspach Togian określenie to jest ogólnie przyjęte; nie zarejestrowano innej preferowanej nazwy.
W 1900 r. stwierdzono, że bobongko ma nie więcej niż 100 użytkowników i że znajduje się na skraju wymarcia. Niemniej rodzimy język zachował się w użyciu aż do XXI w., pomimo niewielkiej liczby osób nim mówiących i mniejszościowego charakteru społeczności. D. Mead (2018) poinformował, że we wsi Lembanato bobongko pozostaje powszechnym środkiem komunikacji wśród wszystkich grup wiekowych, przy czym odnotowano zanik części rodzimej leksyki (na korzyść leksyki indonezyjskiej), zwłaszcza u najmłodszego pokolenia. W Patoyan doszło do redukcji przekazu międzypokoleniowego (wśród dzieci zaobserwowano jedynie bierną znajomość bobongko). 
Wczesne informacje nt. języków wysp Togian zebrał N. Adriani (1900). W XXI w. dokumentacją tego języka zajmował się D. Mead, autor pobieżnego opracowania gramatycznego (2001)  oraz słownika (2018)  . Bobongko nie wykształcił piśmiennictwa.